# Ptychocardia vanhoeffeni
Ptychocardia vanhoeffeni is een tweekleppigensoort uit de familie van de Cyamiidae. De wetenschappelijke naam van de soort is voor het eerst geldig gepubliceerd in 1912 door Thiele.